# Никифоров, Сергей Сергеевич
Сергей Сергеевич Никифоров (укр. Сергій Сергійович Никифоров; род. 10 июля 1986, Кривой Рог, Днепропетровская область) — украинский журналист и телеведущий. Пресс-секретарь президента Украины с 9 июля 2021.

## Биография
Родился 10 июля 1986 в Кривом Роге.
Окончил факультет журналистики Киевского государственного университета имени Тараса Шевченко (2008, ныне национальный). 
Работал корреспондентом на телеканалах «Первый национальный» (2007—2011) и «Euronews» (2011—2017), телеведущим телеканалов «Украина» и «Украина 24» (2018—2021).